# Gwatemala na Letnich Igrzyskach Olimpijskich 1976
Gwatemalę na Letnich Igrzyskach Olimpijskich 1976 reprezentowało 28 zawodników: 26 mężczyzn i 2 kobiety. Był to 4. start reprezentacji Gwatemali na letnich igrzyskach olimpijskich.

## Skład kadry

### Jeździectwo
- Oswaldo Méndez - skoki przez przeszkody - 22. miejsce
- Silvia de Luna - WKKW indywidualnie - nie ukończyła
- Rita de Luna - WKKW indywidualnie - nie ukończyła

### Piłka nożna
Mężczyźni
- Allan Wellman, Benjamín Monterroso, Carlos Monterroso, Edgar Bolaños, Félix MacDonald, Jorge Hurtarte, Julio Anderson, Julio Rodolfo García, Julio Gómez, Luis Villavicencio, Marco Fión, Óscar Sánchez, Peter Sandoval, René Moráles, Ricardo Piccinini, Selvin Pennat, Sergio Rivera - 9. miejsce

### Podnoszenie ciężarów
Mężczyźni
- Edgar Tornez - waga kogucia - 15. miejsce

### Strzelectwo
Mężczyźni
- Arturo Iglesias - ruchomy cel, 50 m - 26. miejsce
- Víctor Giordani - ruchomy cel, 50 m - 27. miejsce
- Eduardo Echeverría - trap - 38. miejsce
- Edgardo Zachrisson - skeet - 6. miejsce
- Francisco Romero Arribas - skeet - 56. miejsce

### Żeglarstwo
Mężczyźni
- Jorge Springmühl, Juan Maegli - klasa 470 - 26. miejsce